# Funicular de Gélida
El Funicular de Gelida es un funicular que conecta, prácticamente en línea recta, la estación de ferrocarril de Gélida, con el núcleo urbano de dicha población, situada en la comarca catalana del Alto Panadés, provincia de Barcelona. Salva un desnivel de 110 metros de altura, en unos 884 metros de longitud, por lo que la pendiente media del recorrido es de aproximadamente un 12%.
Actualmente está operado por los Ferrocarriles de la Generalidad de Cataluña (FGC), y funciona únicamente los fines de semana entre aproximadamente las 10 y las 17 horas. El resto del tiempo y de días, es sustituido por un servicio de autobús, operado también por FGC.
El trayecto dura 8 minutos, cada vagón tiene capacidad para 50 personas y puede transportar 700 personas a la hora.

## Historia
Dada la distancia de la estación de ferrocarril de Gélida al núcleo urbano de la población, existía la necesidad de crear un medio de transporte  para comunicarlos entre sí eficientemente.
En 1920, Santiago Rubio Tudurí, presentó el proyecto del funicular. La idea gustó al pueblo, quien se movilizó para crear, ese mismo año, la sociedad Funicular de Gelida S.A.
Aprobado el proyecto, su construcción fue impulsada por el entonces alcalde de Gélida, Josep Rosell i Massona, comenzando las obras en 1923.
Fue inaugurado en 1924, con antiguos vehículos del Funicular del Tibidabo, siendo el único de la península ibérica con carácter de transporte público, y no turístico.
Hasta la década de los 70 prestó servicio ininterrumpidamente sin mayores problemas, pero en 1972 descendió en gran medida la cifra de viajeros, y pasó a ser un servicio gestionado por el propio municipio en 1977.
En 1980, cuando los trenes y la línea en general se fueron deteriorando, se traspasó su gestión a FGC, que modernizó la línea y a partir de 1988 se hizo titular de él.
En 1992 se renovaron todos los sistemas, comenzando una nueva etapa en su servicio.
En 2012, como medida de ahorro de gastos, FGC suspende el servicio del funicular, sustituyéndolo por autobuses.
En 2018, después de varios años fuera de servicio, y tras un periodo de reparaciones complicadas dada la antigüedad del funicular, FGC decide preservar el valor histórico y patrimonial del mismo de la mano de un proyecto denominado "Gelida i el seu Funicular", ("Gelida y su funicular" en castellano), por lo que se vuelve a poner en servicio, aunque solo en una determinada franja horaria los fines de semana y algunos días festivos, y con un carácter meramente turístico.